# Liste de contes merveilleux
Listes de contes
. Leurs origines sont souvent vagues mais il existe habituellement une variante plus connue.
| Nom                                                   | Date        | Culture           | Collecteur                        | Titre du recueil                |
| ----------------------------------------------------- | ----------- | ----------------- | --------------------------------- | ------------------------------- |
| Aladin ou la Lampe merveilleuse                       | avant 850   | Persans/Arabe     |                                   | mille et une nuit               |
| Ali Baba et les Quarante Voleurs                      | avant 850   | Persans/Arabe     |                                   | mille et une nuit               |
| Sinbad le marin                                       | avant 850   | Persans/Arabe     |                                   | mille et une nuit               |
| La Marquise de Salusses, ou La Patience de Griselidis | 1691        | Français          | Charles Perrault                  |                                 |
| Les Souhaits ridicules                                | 1693        | Français          | Charles Perrault                  |                                 |
| Le Maître chat ou le Chat botté                       | 1697        | Français          | Charles Perrault                  | Les Contes de ma mère l'Oye     |
| Peau d'âne                                            | 1694        | Français          | Charles Perrault                  |                                 |
| La Barbe bleue                                        | 1697        | Français          | Charles Perrault                  | Les Contes de ma mère l'Oye     |
| Cendrillon ou la Petite Pantoufle de verre            | 1697        | Français          | Charles Perrault                  | Les Contes de ma mère l'Oye     |
| Riquet à la houppe                                    | 1697        | Français          | Charles Perrault                  | Les Contes de ma mère l'Oye     |
| Le Petit Poucet                                       | 1697        | Français          | Charles Perrault                  | Les Contes de ma mère l'Oye     |
| La Belle au bois dormant                              | 1697        | Français          | Charles Perrault                  |                                 |
| Le Petit Chaperon rouge                               | 1697        | Français          | Charles Perrault                  | Les Contes de ma mère l'Oye     |
| Les Fées                                              | 1697        | Français          | Charles Perrault                  | Les Contes de ma mère l'Oye     |
| La Princesse au petit pois                            | 1835        | Danois            | Hans Christian Andersen           |                                 |
| La Petite Sirène                                      | 1835        | Danois            | Hans Christian Andersen           |                                 |
| Les Fleurs de la petite Ida                           | 1835        | Danois            | Hans Christian Andersen           |                                 |
| Le Briquet                                            | 1835        | Danois            | Hans Christian Andersen           |                                 |
| La Petite Poucette                                    | 1836        | Danois            | Hans Christian Andersen           |                                 |
| Les Habits neufs de l'empereur                        | 1837        | Danois            | Hans Christian Andersen           |                                 |
| Le Stoïque Soldat de plomb                            | 1838        | Danois            | Hans Christian Andersen           |                                 |
| La Malle volante                                      | 1839        | Danois            | Hans Christian Andersen           |                                 |
| Le Vilain Petit Canard                                | 1843        | Danois            | Hans Christian Andersen           |                                 |
| Le Rossignol et l'Empereur de Chine                   | 1843        | Danois            | Hans Christian Andersen           |                                 |
| La Reine des neiges                                   | 1844        | Danois            | Hans Christian Andersen           |                                 |
| La Petite Fille aux allumettes                        | 1848        | Danois            | Hans Christian Andersen           |                                 |
| La Bergère et le Ramoneur                             | 1845        | Danois            | Hans Christian Andersen           |                                 |
| Blanche-Neige                                         | 1812        | Allemand          | Jacob et Wilhelm Grimm            | Contes de l'enfance et du foyer |
| Hansel et Gretel                                      | 1812        | Allemand          | Jacob et Wilhelm Grimm            | Contes de l'enfance et du foyer |
| Raiponce                                              | 1812        | Allemand          | Jacob et Wilhelm Grimm            | Contes de l'enfance et du foyer |
| Le Vaillant Petit Tailleur                            | 1812        | Allemand          | Jacob et Wilhelm Grimm            | Contes de l'enfance et du foyer |
| Dame Holle                                            | 1812        | Allemand          | Jacob et Wilhelm Grimm            | Contes de l'enfance et du foyer |
| Nain Tracassin                                        | 1812        | Allemand          | Jacob et Wilhelm Grimm            | Contes de l'enfance et du foyer |
| La Petite Gardeuse d'oies                             | 1815        | Allemand          | Jacob et Wilhelm Grimm            | Contes de l'enfance et du foyer |
| Les Musiciens de Brême                                | 1819        | Allemand          | Jacob et Wilhelm Grimm            | Contes de l'enfance et du foyer |
| Le Grand-Père et le Petit-Fils                        | ?           | Allemand          | Jacob et Wilhelm Grimm            |                                 |
| Tezen                                                 | ?           | haïtien           | Mimi Barthélémy                   |                                 |
| Le Joueur de flûte de Hamelin                         | ?           | Allemand          | Jacob et Wilhelm Grimm            |                                 |
| La Belle et la Bête                                   | 1757        | Français          | Jeanne-Marie Leprince de Beaumont | Magasin des enfants             |
| Baba Yaga                                             | XIXe siècle | Russe             | Alexandre Afanassiev              | Contes populaires russes        |
| Boucles d'or et les Trois Ours                        | 1837        | Anglais           | Robert Southey                    | The Doctor                      |
| Micromégas                                            |             | Français          | Voltaire                          |                                 |
| Jack et le Haricot magique                            |             | Anglais           |                                   |                                 |
| Le Petit Bonhomme de pain d'épice                     |             | Américain/Anglais |                                   |                                 |
| Pierre et le Loup                                     | 1936        | Russe             | Sergueï Prokofiev                 |                                 |
| Tom Pouce                                             |             | Anglais           |                                   |                                 |
| Les Trois Petits Cochons                              |             | Anglais           |                                   |                                 |

|-